# さいたま市立岸中学校
さいたま市立岸中学校（さいたましりつ きしちゅうがっこう）は、埼玉県さいたま市南区南本町二丁目にある公立中学校。

## 国際交流
岸中学校は、カナダの学校と毎年、（2011年の東日本大震災後2年以外、国際交流が始まる前を除く）国際交流を行っている。毎回30名ほどの生徒が、ホームステイに行き、交流を行っている。

## 沿革
- 1947年（昭和22年）4月1日 - 旧浦和市立高砂小学校の校舎を借用し、浦和市立岸中学校として開校。
- 1950年（昭和25年）11月 - 現在地に校舎が完成し、移転。
- 2001年（平成13年）5月1日 - さいたま市発足に伴い、さいたま市立岸中学校に校名変更をした。

## 部活動
| 運動系 - 剣道部 - バスケットボール部（男女） - 陸上競技部 - テニス部（男女） - 卓球部 - サッカー部 - バレーボール部（男女） - 野球部 - 水泳部 | 文化系 - 美術部 - 英語部 - 生活部 - 演劇部 - 理科部 - 吹奏楽部 |

## 著名な卒業
.  有冨正憲-東京工大名誉教授
- 市川哲夫 - テレビプロデューサー
- 犬飼基昭 - 日本サッカー協会会長（第11代）、欧州三菱自動車社長、浦和レッズ社長
- 尾花輝代充 - 指揮者、ヴァイオリニスト
- 加藤泰浩-東大教授、レアアース発見
- 川口一晃 - 金融ジャーナリスト、経済評論家
- 木村惠司 - 三菱地所会長
- 新南田ゆり - ソプラノ歌手
- 新藤義孝 - 衆議院議員、総務大臣（第十七代）
- 土屋品子 - 衆議院議員、復興大臣
- 土屋桃子ーファッションコーディネーター
- 沼辺信一 - 翻訳家、美術館学芸員
- 橋岡優輝 - 陸上選手（日本代表）
- 堀尾正明 - NHKエグゼクティブアナウンサー
- 安田権守 - プロ野球選手（KBOリーグ）

## 所在地
- さいたま市南区南本町二丁目25番27号